# سوزان أشبروك هارفي
سوزان أشبروك هارفي (بالإنجليزية: Susan Ashbrook Harvey)‏ هي باحثة في الأديان أمريكية، ولدت في 1953 في روتشستر في الولايات المتحدة.